# Matt Mondanile
Matthew Anthony Mondanile, noto anche con lo pseudonimo di Ducktails (Ridgewood, 1985), è un chitarrista statunitense, ex membro dei Real Estate.

## Biografia

### Formazione
Matt Mondanile studiò alla Ridgewood High School assieme a Martin Courtney e Alex Bleeker, poi entrati a far parte dei Real Estate. Nel corso di una serie di audizioni che Mondanile fece per formare una band liceale, egli decise di non far entrare nell'organico Courtney come bassista, e optò invece per un altro studente. Nel mentre, Mondanile insegnò a Bleeker a suonare le canzoni dei Pixies e iniziò a seguire con lui dei corsi di chitarra. Dopo essersi diplomato al liceo, Mondanile frequentò l'Hampshire College di Amherst, dove studiò letteratura, storia e arte.

### Carriera
Mentre studiava all'università, Mondanile entrò nel vivo della scena musicale locale, prenotando concerti per il suo campus e suonando con molte band, compresi i Predator Vision, di cui faceva parte il batterista Etienne Pierre Duguay dei futuri Real Estate.
Trasferitosi temporaneamente a Berlino per terminare la tesi di laurea, Mondanile fece la conoscenza di James Ferraro, Spencer Clark e Steven Warwick, che gli insegnarono a registrare e pubblicare musica su cassetta in tempi brevi. Tornato in patria, il chitarrista pubblicò nel 2009 l'album Ducktails, attribuito al progetto omonimo, e registrato in un solo giorno. L'album venne pubblicato ventiquattro ore dopo la sua registrazione, e alcune delle sue copie vennero donate agli amici dell'artista. Dopo aver terminato l'università, Mondanile tornò a casa dei suoi genitori e continuò a pubblicare altri album del progetto Ducktails.
Matt Mondanile continuò a rimanere in contatto con gli amici delle superiori Martin Courtney e Alex Bleeker quando loro si allontanarono da Ridgewood per andare al college. Mondanile, Courtney, Bleeker e Duguay formarono i Lese Majesty, la band itinerante di Julian Lynch, un ex compagno delle superiori di Mondanile. Quando Mondanile e Courtney tornarono a Ridgewood nell'estate del 2008, iniziarono a scrivere le canzoni poi pubblicate negli album dei Real Estate. Il primo album omonimo dei Real Estate, pubblicato nel 2009, venne acclamato dalla critica e apprezzato per lo stile di chitarra di Mondanile. I seguenti Days (2011) e Atlas (2014) vennero anch'essi accolti positivamente.
Il 25 maggio 2016, la band annunciò che Mondanile aveva lasciato la band e "continuerà a concentrare la sua energia creativa nel progetto Ducktails".

### Le accuse di violenza e l'allontanamento dai Real Estate
Nell'ottobre del 2017 i Real Estate allontanarono in via definitiva Matt Mondanile in quanto accusato di aver maltrattato delle donne.
Il 16 ottobre 2017 la rivista Spin pubblicò un articolo in cui venivano elencate varie accuse rivolte contro Mondanile da parte di sette donne. Stando ai resoconti, due di esse sarebbero state aggredite fisicamente dal chitarrista, che le avrebbe anche baciate e palpeggiate contro la loro volontà. Quattro delle donne menzionate nell'articolo sarebbero anche state molestate da Mondanile quando questi era andato a soggiornare da loro nel corso delle sue tournée. La maggior parte delle vittime di Mondanile erano sue fan di 5/10 anni più giovani di lui, e sarebbero state importunate e aggredite dopo aver preso parte ai concerti di Ducktails o dei Real Estate. Un'ex compagna di classe dell'artista asserì di essere stata molestata da Mondanile mentre lei riposava in un dormitorio nel 2005. Nel periodo in cui l'artista era bersaglio di queste accuse, l'ex fidanzata Julia Holter, che aveva preso parte alle registrazioni dell'album St. Catherine di Ducktails, disse che lui sarebbe stato così emotivamente offensivo nei suoi confronti che lei aveva dovuto ricorrere a un avvocato, e di aver temuto per la sua vita.
Il 20 ottobre Mondanile si scusò tramite i suoi avvocati, ammettendo di "aver approfittato della sua posizione di musicista" e si definì un "verme insensibile". Nel gennaio del 2018 Mondanile rilasciò un'altra dichiarazione stando alla quale sarebbe stato in terapia per due anni prima di diventare oggetto di tali critiche, e si lamentò degli effetti che esse ebbero sulla sua vita privata e professionale. Mondanile asserì di non considerarsi misogino o un "predatore sessuale".
A seguito delle accuse, le date del tour di Ducktails in Asia e negli Stati Uniti vennero cancellate dai promotori e il musicista dovette rescindere il contratto con la Domino.

## Discografia parziale

### Da solista

#### Come Ducktails

##### Album in studio
- 2009 – Ducktails
- 2009 – Landscapes
- 2011 – III: Arcade Dynamics
- 2013 – The Flower Lane
- 2015 – St. Catherine
- 2017 – Jersey Devil
- 2019 – Watercolors
- 2021 – Impressions

##### Singoli ed extended play
- 2008 – Ducktails
- 2010 – Mirror Image
- 2010 – Hamilton Road
- 2011 – Killin the Vibe
- 2012 – Letter of Intent

### Nei gruppi

#### Nei Real Estate

##### Album in studio
- 2009 – Real Estate
- 2011 – Days
- 2014 – Atlas

##### Singoli ed extended play
- 2009 – Reality
- 2009 – Fake Blues
- 2009 – Suburban Beverage
- 2009 – Atlantic City Expressway
- 2010 – Out of Tune
- 2011 – Green Aisles